# Котельский заказник
Коте́льский зака́зник — государственный природный комплексный заказник. Расположен на территории Кингисеппского района Ленинградской области, в 10 км севернее деревни Котлы.
Территория заказника протягивается на 30 км в юго-западном направлении от центральной части Копорской губы Финского залива. Площадь заказника составляет 12 100 га, в том числе озёра — 3 000 га, акватория Финского залива — 50 га. Цель создания — сохранение природных комплексов лесов южно-таёжного типа и озёрно-речной сети с редкими видами растений и животных.
В заказнике произрастают в естественном состоянии широколиственные леса из дуба, клёна, ясеня, орешника. В лесах встречается мелкая и крупная дичь — лось, кабан, волк, лисица, барсук, черный хорь, енотовидная собака. Озёра, расположенные на территории заказника (Судачье, Хаболово, Бабинское, Глубокое), богаты рыбой.